# Гео да Силва
Константин Џорџи (енгл. Constantin Gheorghe), познатији под псеудонимом Гео да Силва (енгл. Geo Da Silva; Темишвар, 12. јун 1976), румунски је DJ, MC, певач и забављач.

## Музичка каријера
Силва је каријеру почео као DJ у клубовима близу Темишвара 1994. године. Четири године касније постао је стални DJ приморског града Ефорија, а 2000. MC у клубу Disco Ring Costinesti. Након тога постао је менаџер пројекта један дан недељно у Discoland Timisoara. Годину дана касније постао је генерални уметнички директор клуба.
У лето 2002—2003. прешао је у Disco Tineretului. Од тада па до 2007. је радио тамо током лета, а остатак године је проводио по разним догађајима широм земље, а и по Европи.
Године 2007. је издао соло албум и 2008. започео турнеју кроз 25 европских земаља, почевши од Миконоса у Грчкој. Турнеја укључује свирке у Британији, Италији, Америци, Француској, Немачкој, Израелу, Аустралији, Бразилу, Аргентини, Мексику, Русији, Сингапуру, Холандији, Хаитију, Србији. Његов сингл I'll Do You like a Truck био је коришћен у америчкој серији У канцеларији на каналу NBC, као и у националним грчким серијама Lakys o Glykoulis на каналу Мега.
Године 2008. је увео концепт журке под називом Juerca Loca. Постао је и власник дискотеке Ринг у Костинестију. Тог лета издавачка кућа Cat Music представила је његов деби соло албум под називом RING Discoteque by GeoDasilva.
За време лета 2010. издао је још један албум са Миконоса.

## Дискографија

### Синглови
| Година | Сингл            | Позиција |
| Година | Сингл            | NED      |
| ------ | ---------------- | -------- |
| 2008   |                  | 37       |
| 2012   |                  |          |
| 2013   | (ft. Џек Мацони) |          |
| 2013   |                  |          |
| 2014   |                  |          |
| 2014   |                  |          |
| 2015   |                  |          |
| 2015   |                  |          |
| 2015   |                  |          |
| 2015   |                  |          |
| 2016   |                  |          |
| 2016   |                  |          |
| 2016   |                  |          |
| 2017   |                  |          |